# St. Thomas (Pechau)

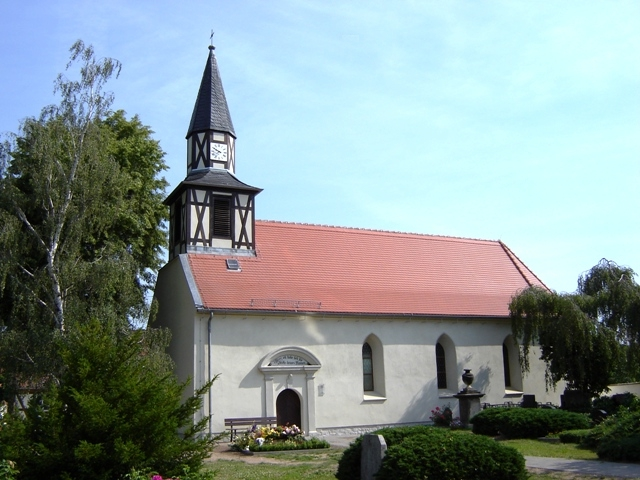
Sankt-Thomas-Kirche

St. Thomas ist eine evangelische Kirche im Magdeburger Stadtteil Pechau.

## Geschichte
Der Kirchenbau wurde im Jahre 1221 erstmals erwähnt, damals als Eigentum des Klosters St. Laurentius.
1856 erhielt die Kirche eine Orgel, 1894 wurde der Kirchturm umgebaut. Im Weltkrieg 1917 wurde die größere der beiden Glocken eingeschmolzen, die kleinere 1943.
1944 trug die Kirche schwere Schäden durch Bomben und Granaten davon, erst 1987 wurde sie im größeren Maßstab renoviert.

## Bauwerk
Sankt Thomas ist ein frühgotischer, flachgedeckter Saalbau mit Spitzbogenfenstern. Die Wände bestehen aus verputzten Bruchsteinen.